# Dyskotna
Dyskotna (bułg. Дъскотна) – wieś w Bułgarii, w obwodzie Burgas, w gminie Ruen. W 2023 roku liczyła 756 mieszkańców.